# Diversidad sexual en Filipinas
Las personas del colectivo LGBT+ en Filipinas se enfrentan a ciertos desafíos legales y sociales no experimentados por otros residentes. Las relaciones sexuales consensuales entre personas del mismo sexo fueron despenalizadas en 1870 por el Código Penal Español y luego en 1932 por el Código Penal Revisado (ambos ordenamientos mientras se estaba bajo dominio de otro país), sin embargo, la diversidad sexual aun es un tema tabú en la sociedad filipina, la cual es mayormente conservadora, por lo tanto, aun persiste la violencia, la discriminación y la persecución de las personas LGBT+ en el país.
Anteriormente el gobierno filipino, había promulgado en marzo de 2009 una ley que prohibía el ingreso a estas personas al ejército. Dos meses después fue derogada y sustituida por otra en contra de la discriminación por orientación sexual.
Actualmente existe una ley que sanciona y castiga la discriminación por orientación sexual, principalmente en las Fuerzas Armadas de Filipinas, donde oficialmente se ha promulgado una ley para evitar la homofobia.
Además la mayoría de los filipinos parecen estar satisfechos con los gais, siempre y cuando se ajusten a ciertos estereotipos y se comporten de acuerdo con los procedimientos, de una manera no amenazante. Existe, además, un vibrante ambiente gay en Filipinas, hay muchos bares, clubes y saunas en Manila, así como diversas organizaciones de los derechos de las personas homosexuales. Las principales organizaciones de los derechos de los homosexuales en las Filipinas es Progay-Filipinas, fundada en 1993, que condujo la primera asociación gay en Asia en marzo de 1994, conocido como LAGABLAB. El caso de las Lesbianas y Gais es una Promoción Legislativa a través de una red creada en 1999, STRAP (Sociedad de mujeres transexuales de Filipinas), creada en Manila con un grupo de apoyo para las mujeres sobre la experiencia transexual en 2002 como participar en foros sobre deportivos, culturales, sexuales y Derechos Humanos conocido como el "EQUIPO PILIPINAS". Es una organización sin fines de lucro que evolucionó desde Filipinas a Sídney, Australia, en 2002 conocido como Gay Games, que se encuentra trabajando para promover y fortalecer los derechos humanos, como la diversidad sexual y de género, la igualdad y la paz a través de una promoción mediante la participación de la representación de las diversas orientaciones sexuales de Filipinas y las identidades de género a nivel local, regional e internacional LGBT en diversos eventos.
Los únicos rechazos en el país están relacionados con poder formar parte de la política, aunque tuvieron políticos homosexuales en el país quienes lo desafiaron admitiendo seguir luchando contra la discriminación. En el caso del matrimonio entre personas del mismo sexo, también se ha debatido, ya que el partido comunista apoya estas uniones, pero el matrimonio igualitario en Filipinas con enmienda constitucional ha sido rechazada. Esta propuesta legislativa, fue presentada por el senador Rodolfo Biazon, que busca evitar que los jueces terminen por dar carta legal a las uniones homosexuales y contrarrestar la sentencia que permite a los transexuales casarse como personas del sexo distinto del que nacieron. Recientemente, dentro del país hubo artistas que dieron a conocer su orientación sexual en vivo como la cantante Aiza Seguerra, quien admitió ser lesbiana y el actor y cantante filipino Martín Nievera, que declaró ser bisexual. Un rumor todavía persigue al actor y cantante, Piolo Pascual, cuando Lolit Solís admitió que Piolo y Sam Milby, eran gais y a la vez pareja, algo que luego el artista desmintiera.

## Legislación y derechos

### Despenalización de la homosexualidad
La edad de consentimiento sexual en Filipinas es de 16 años, sin importar la orientación sexual.

### Reconocimiento de las parejas del mismo sexo
No existe ningún tipo de reconocimiento hacia las parejas formadas por personas del mismo sexo en forma de matrimonio o de unión civil en Filipinas, por ende, el Estado filipino tampoco reconoce a la familia homoparental. En Filipinas no están prohibidas constitucionalmente las uniones civiles o el matrimonio entre personas del mismo sexo; por otra parte, en el Senado de Filipinas se encuentra pendiente un proyecto de ley que podría legalizar las uniones civiles para parejas del mismo sexo en el país.

### Leyes sobre crímenes de odio e incitación al odio
En la actualidad, el Código Penal filipino no criminaliza de ninguna forma las amenazas, los crímenes de odio o la incitación al odio si estos fuesen motivados por la orientación sexual o la identidad y expresión de género, de igual forma, tampoco se criminaliza el discurso de odio.